# Don't Turn Back
Don't Turn Back (em português: Não Volte Atrás), é o segundo single/compacto do primeiro álbum do cantor americano Colby O'Donis, Colby O. A produção da canção foi feita por Clinton Sparks e Kamau Georges. A canção é um poema lírico para mulheres que não conseguem esquecer de relações do passado e foi escrita pelo próprio Colby. A mesma mostra habilidades do cantor ao tocar o estilo flamenco em seu violão. 24 de Junho de 2008 foi a data de lançamento do single, via iTunes. Uma versão remix com as Girlicious foi feita, e a mesma está no álbum homônimo do grupo.

## Background
Akon atuou como produtor executivo e co-escreveu 10 faixas com O'Donis (Colby escreveu ou co-escreveu 14 dos 15), e produziu oito faixas, incluindo "What You Got". O'Donis produziu outros quatro e juntos eles produziram um. Em uma entrevista, O'Donis mencionou ter trabalhado com muitos produtores africanos, incluindo o produtor sul-africano SpineCracker. O'Donis comentou sobre o processo de escrita como "escrever minhas próprias músicas é extremamente importante para mim. Sinto que já passei por tantas coisas em minha vida e que não há melhor maneira de mostrar o verdadeiro você do que através da música. É uma maneira para mim e meus fãs se conectarem através das mesmas lutas. Há muito mais de mim que eu não revelei e a música é a minha maneira de deixar as pessoas saberem quem eu sou ".  De acordo com O'Donis, ele e Akon gravaram cerca de quarenta músicas para o álbum e "foi difícil conseguir um número administrável". O'Donis obteve inspirações de "garotas" e "vida em geral, experiências passadas e sentimentos pelos quais passei".

## Desempenho
A canção entrou apenas na parada da Billboard Latin Rhythm Airplay (Ritmo Latino na Rádio), onde a melhor posição foi 9.

### Posições
| Paradas                                         | Melhor posição |
| ----------------------------------------------- | -------------- |
| Estados Unidos - Billboard Latin Rhythm Airplay | 9              |